# Serieåret 1956

## Händelser

### Okänt datum
- Den svenska serietidningen 91:an kommer ut med sitt första nummer.[1]
- Den svenska serietidningen Illustrerade klassiker kommer ut med sitt första nummer, som är Alice i underlandet. Med en idé från 1940-talets USA publicerar man serieversioner av kända böcker.[1]
- Walt Disney's serier (ver. 1) läggs ner.

## Utgivning

### Album
- Det hemliga vapnet (Tintins äventyr)[2]
- Det falska ansiktet (Spirou)[3]
- Diktatorn och champinjonen (Spirou)[3]
- Phil Defer - Revolvermannen (Lucky Luke)[4]

## Födda
- 17 mars – Patrick McDonnell, amerikansk serieskapare.
- 21 juli – Krister Petersson, svensk serieskapare.
- 30 augusti – Kati Mets, svensk serie- och satirtecknare och producent av animerad film.

## Avlidna
- 6 september – Alex Raymond, 46, serietecknare från USA.

### Fotnoter
1. 1 2  Swecomics
2. ↑  ”Tintin”. Arkiverad från originalet den 15 oktober 2011. https://web.archive.org/web/20111015013620/http://www.tintin.com/en/#/tintin/albums/albums.swf. Läst 12 mars 2011.
3. 1 2  ”Spirou enligt Franquin”. Arkiverad från originalet den 23 juli 2010. https://web.archive.org/web/20100723064409/http://www.mantagraphics.com/franquin/helaalbum.htm. Läst 12 mars 2011.
4. ↑  ”Lucky Luke på svenska”. Arkiverad från originalet den 11 november 2014. https://web.archive.org/web/20141111004811/http://www.visit.se/~dampgrodan/album_kronolog.html. Läst 12 mars 2011.